# Wasatch-formatie
De Wasatch-formatie is een geologische formatie in de Amerikaanse staat Wyoming die afzettingen uit het Vroeg-Eoceen omvat. Het is de naamgevende locatie van het Wasatchian, een van de North American land mammal ages.

## Locatie
De Wasatch-formatie ligt in het bekken van de Green River. Dit bekken ligt in het zuidwesten van Wyoming en aangrenzende delen van Utah en Colorado. In het Green River-bekken liggen ook de Bridger-formatie en de Green River-formatie, die eveneens in het Vroeg-Eoceen zijn afgezet.

## Fauna
Veel informatie over de Noord-Amerikaanse leefgemeenschappen in het Wasatchian wordt geleverd door vondsten uit de Wasatch-formatie. Tot de roofdieren behoren Pachyaena, miaciden en hyaenodonten. Ze deelden hun leefgebied met onevenhoevigen als Hyracotherium en evenhoevigen zoals Diacodexis, lemuurachtige primaten zoals Microsyops en Pelycodus, vroege knaagdieren als Paramys en de eerste vleermuizen zoals Icaronycteris. Verder waren nog verschillende primitieve zoogdieren aanwezig, zoals de taeniodont Ectoganus, de tillodont Esthonyx, de pantodont Coryphodon en verschillende condylarthen.